# فراریسمانی

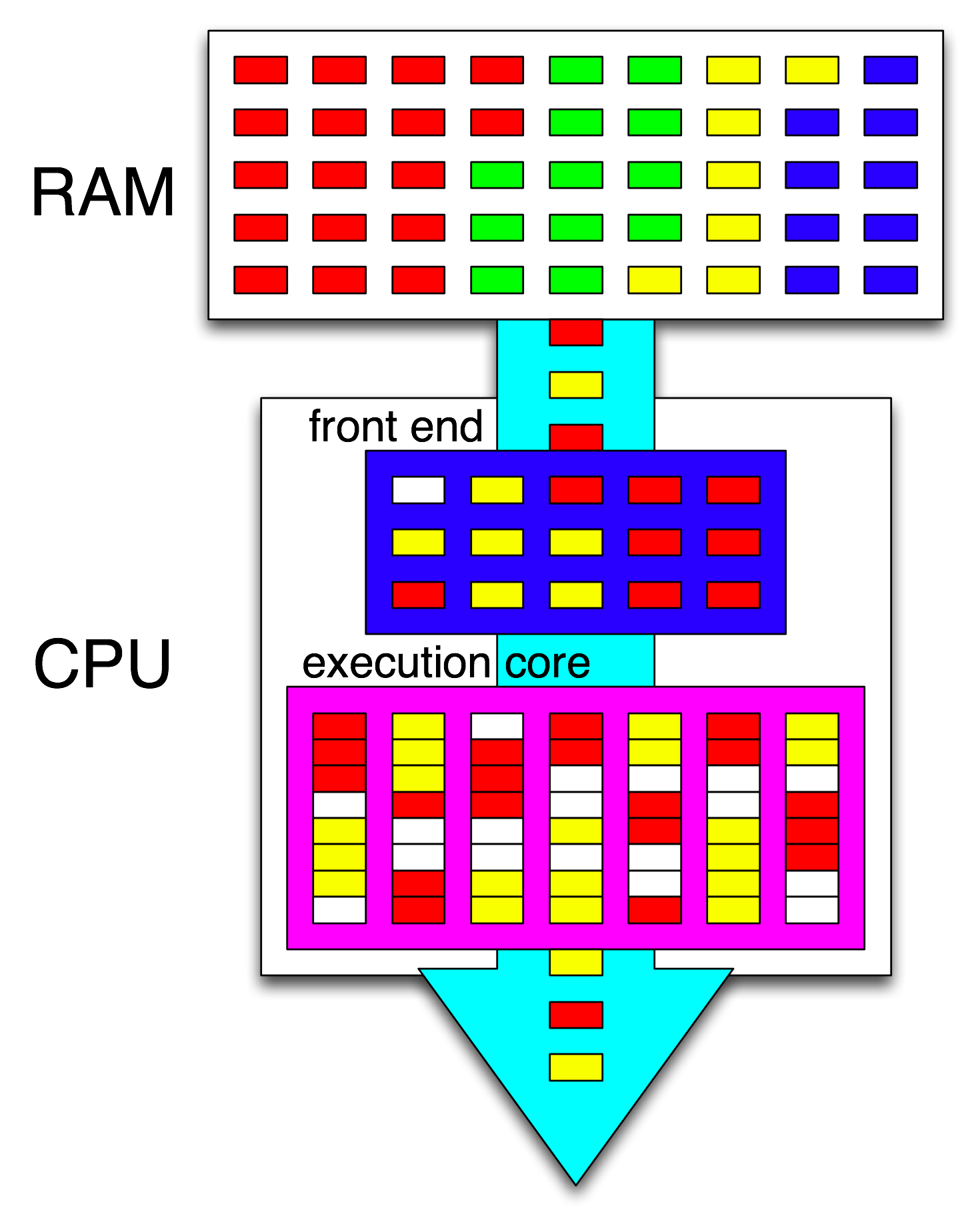
طرح فناوری هایپرتردینگ اینتل

فراریسمانی یا پُرریسگی  (به انگلیسی: Hyper-Threading یا به اختصار HT یا HTT) نام فناوری «چندریسمانی همزمان» پیاده‌سازی شده در پردازنده‌های Atom، core i۳/i۵/i۷، Itanium، Pentium ۴، Xeon شرکت اینتل است.
چندریسمانی (به انگلیسی: MultiThreading) به معنی توانایی تقسیم یک پردازش به بخش‌های کوچک تر (که به «ترد» یا ریسه معروف هستند) و انجام آن‌ها به صورت همزمان است. در این صورت سرعت اجرای یک فرایند افزایش می‌یابد.
چندریسمانی همزمان (Simultaneous multithreading -SMT) تکنیکی برای افزایش بازدهی کلی پردازنده‌هایی که بیش از یک دستورالعمل را همزمان اجرا می‌کنند (که به superscalar معروف هستند) همراه با «چندریسمانی سخت افزاری» است. این فناوری به ریسه‌های مستقل اجازه می‌دهد که از منابعی که در طراحی پردازنده در اختیار آن‌ها قرار داده شده‌است، بهتر استفاده کنند.
فراریسمانی یک فناوری اختصاصی شرکت اینتل است که برای بهبود «رایانش موازی یا پردازش موازی» (انجام چند دستورالعمل به‌طور همزمان) در پردازنده به کار رفته‌است. با این فناوری، برای هر هسته پردازشی (هسته‌های واقعی) سیستم عامل به دو هستهٔ مجازی ادرس دهی می‌کند و در هنگامی که امکان داشته باشد حجم کار را بین آن‌ها تقسیم می‌کند. برای این فناوری نه تنها لازم است که سیستم عامل از چند پردازنده پشتیبانی کند بلکه باید برای آن بهینه سازی شده باشد؛ و شرکت اینتل توصیه می‌کند که در صورتی که از سیستم عاملی استفاده می‌کنید که هایپرتردینگ را پشتیبانی نمی‌کند، این فناوری را غیر فعال کنید.
هایپرتردینگ به وسیلهٔ دوبل کردن قسمت‌های از پردازنده (قسمت‌هایی حالت یک پروسه را ذخیره می‌کنند) عمل می‌کند. به این ترتیب یک پردازنده با این فناوری می‌تواند به صورت دو پردازنده منطقی به سیستم عامل میزبان شناسانده شود و سیستم عامل به‌طور همزمان دو رشته عملیاتی را برای آن‌ها زمان بندی کند. هنگامی که منابع پردازشی توسط یک پردازنده استفاده نمی‌شود و مخصوصا هنگامی که پردازنده (به دلایل مختلف) معلق شده‌است، یک پردازنده مجهز به این فناوری قادر است از این منابع پردازشی برای اجرای پروسه‌های زمان بندی شدهٔ دیگر استفاده کند. برای استفاده از مزایای هایپرتردینگ بایستی سیستم عامل از «چند پردازشی متقارن» یا «مولتی پراسسینگ متقارن» (Symmetric MultiProcessing - SMP) پشتیبانی کند. 
{مولتی پراسسینگ به معنی سیستمی با بیش از یک پردازنده (حال پردازنده‌ها یا هسته‌هایی متقارن یا نامتقارن) است که مشترکاً به یک حافظه اصلی ارتباط دارند و توسط یک سیستم عامل کنترل می‌شوند. اکثراً سیستم‌های چند پردازنده‌ای یا چند هسته‌ای امروزی دارای یک معماری مولتی پراسسینگ متقارن هستند.}